# Chaetopreussia chadefaudii
Chaetopreussia chadefaudii är en svampart som beskrevs av Locq.-Lin. 1977. Chaetopreussia chadefaudii ingår i släktet Chaetopreussia och familjen Sporormiaceae.   Inga underarter finns listade i Catalogue of Life.